# Fundo China-Brasil

O Fundo China-Brasil é um fundo de cooperação bilateral de investimentos estabelecido pelos governos chinês e brasileiro para canalizar investimentos chineses em infraestrutura e industrial para o Brasil. O fundo é visto como mutuamente benéfico, uma vez que a infraestrutura está atrasada no Brasil, enquanto a China compra grãos brasileiros que são transportados para o porto antes do embarque para a China.

## Angariação de fundos
O fundo foi estabelecido em conjunto pelo Ministério do Planejamento, Orçamento e Gestão e o Fundo Sino-Latino-Americano de Investimento em Capacidade Produtiva (Claifund). A contribuição inicial para o fundo foi de US $ 20 bilhões, sendo US $ 15 bilhões da Claifund e US $ 5 bilhões do Banco de Desenvolvimento do Brasil e da Caixa Econômica Federal.

## Investimentos
O fundo está focado no desenvolvimento de infraestrutura, de acordo com observações feitas em 2017 pelo então vice-premiê chinês Wang Yang. O fundo deve investir pesadamente nas ferrovias brasileiras. O Ministério do Planejamento, Desenvolvimento e Gestão do Brasil anunciou que cinco projetos, quatro em infraestrutura e um na indústria, seriam financiados em maio de 2018.